# 勒内·凯鲁
勒内·凯鲁（法語：René Queyroux，1927年12月22日—2002年8月10日），法国男子击剑运动员。他曾代表法国参加1956年夏季奥林匹克运动会击剑比赛，获得男子团体重剑铜牌和男子个人重剑第六名。